# Línguas volta-congolesas

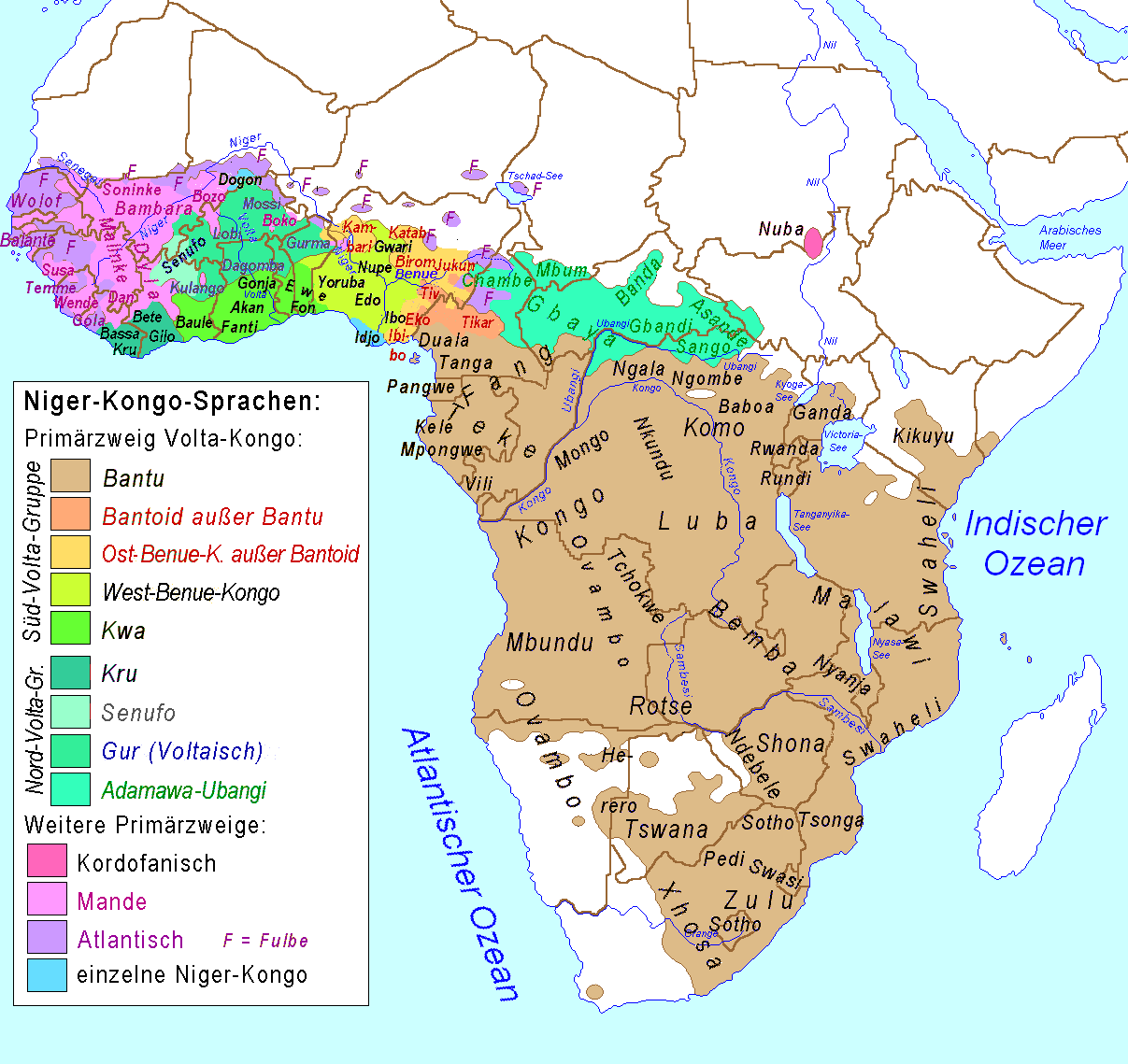
Línguas volta-congo(marrom, laranja, verde) dentro da família nigero-congo

Na classificação das línguas africanas, as línguas volta-congolesas constituem o maior ramo (em termo de número de línguas) da família linguística nigero-congolesa. Sendo parte do grupo atlântico-congolês, as línguas volta congo são divididas em dois grupos principais: oriental e ocidental. O grupo ocidental compreende aos subgrupos kru, gur, adamawa-ubangi e provavelmente língua senufô (talvez incluso em gur). O grupo oriental das línguas volta-congo consiste nos subgrupos cuás e benué-congolês, este último inclui entre outros o conhecido e numeroso grupo banto. 
Uma pesquisa linguística comparativa empreendida por John M. Stewart nos anos 1960 e 70 têm ajudado a estabelecer uma unidade genética do grupo volta-congo e a esclarecer sua estrutura interna. O sistema de vogais das línguas volta-congo tem sido assunto de muitos debates na história da linguística comparativa. Casali (1995) defende a hipótese de que o proto-volta-congo possuía originalmente um sistema de nove ou dez vogais com harmonia vocálica, grupo que mais tarde diminuiu para um sistema de sete vogais em muitas línguas volta-congo. As línguas das montanhas Gana Togo são exemplos de línguas onde sistema de nove-dez vogais ainda são encontrados.
Williamson e Blench (2000) notam que em muitos casos é difícil estabelecer uma linha clara entre as respectivas do volta-congo e sugere que isso pode indicar a diversificação de uma continuidade dialectal mais que uma divisão de famílias. Isso tem sido sugerido por Bennet (1983 como citado por Williamson e Blench 2000:17) no caso das subfamílias gur e adamawa-ubangi.